# Jornal Minuano
O Jornal Minuano surgiu como jornal impresso em abril de 1994. Com sede em Bagé, Rio Grande do Sul, Brasil. Pertence à Fundação Attila Taborda, mantenedora da Universidade da Região da Campanha (Urcamp).
O Jornal Minuano é filiado à ADI - Associação dos Diários do Interior do Brasil.

## História
Segundo uma pesquisa do Instituto Methodus, realizada em 2013 na cidade de Bagé, o jornal  possuía 74% da preferência dos leitores de impressos.

Na rede mundial de computadores, o Jornal Minuano está presente desde 2005 e possui a marca de cinco mil acessos diários, atingindo a média de 150 mil visualizações por mês. 